# Jacqui Abbott
Jacqueline Abbott (St Helens, 10 novembre 1973) è una cantante britannica.

## Biografia
Dal 1994 al 2000 è stata la voce femminile dei The Beautiful South, che ha abbandonato per concretarsi maggiormente sulla sua famiglia. Nel 2011 si è riunita con il suo vecchio compagno di gruppo Paul Heaton in occasione del suo musical The 8th, nel quale si è esibita. Nel 2014 i due hanno pubblicato un disco intitolato What Have We Become?: ha esordito in 3ª posizione nella Official Albums Chart britannica e in 26ª nella Irish Albums Chart irlandese, venendo certificato disco d'oro nel Regno Unito. È stato seguito da Wisdom, Laughter and Lines e Crooked Calypso, realizzati sempre in coppia con Heaton, che hanno raggiunto rispettivamente la numero 4 e la numero 2 nel Regno Unito; il primo ha inoltre ricevuto il disco d'argento. Nel 2020 il loro quarto album collaborativo Manchester Calling ha esordito in vetta alla classifica britannica e al 3º posto della irlandese, regalando alla cantante la sua prima numero uno grazie a 20 500 unità vendute.

## Discografia

### Album in studio
- 2014 – What Have We Become? (con Paul Heaton)
- 2015 – Wisdom, Laughter and Lines (con Paul Heaton)
- 2017 – Crooked Calypso (con Paul Heaton)
- 2020 – Manchester Calling (con Paul Heaton)
- 2022 - N.K-Pop (con Paul Heaton)

### Singoli
- 2014 – DIY (con Paul Heaton)
- 2014 – Moulding of a Fool (con Paul Heaton)
- 2014 – When It Was Ours (con Paul Heaton)
- 2014 – Real Hope (con Paul Heaton)
- 2015 – The Austerity of Love (con Paul Heaton)
- 2015 – I Don't See Them (con Paul Heaton)
- 2016 – (Man Is) The Biggest Bitch of All (con Paul Heaton)
- 2017 – I Gotta Praise (con Paul Heaton)
- 2017 – She Got the Garden (con Paul Heaton)
- 2017 – He Wants To (con Paul Heaton)
- 2020 – You and Me (Were Meant to Be Together) (con Paul Heaton)
- 2022 - Still (con Paul Heaton)